# Marco Benassi
Marco Benassi (sinh ngày 8 tháng 9 năm 1994) là một cầu thủ bóng đá chuyên nghiệp người Ý hiện đang thi đấu ở vị trí tiền vệ cho câu lạc bộ Cremonese tại Serie B, cho mượn từ Fiorentina.

## Thống kê sự nghiệp

### Câu lạc bộ
Tính đến 2 tháng 9 năm 2018
| Câu lạc bộ          | Mùa giải            | Giải đấu            | Giải đấu | Giải đấu | Cúp quốc gia | Cúp quốc gia | Châu Âu | Châu Âu | Khác | Khác | Tổng cộng | Tổng cộng |
| Câu lạc bộ          | Mùa giải            | Hạng                | Trận     | Bàn      | Trận         | Bàn          | Trận    | Bàn     | Trận | Bàn  | Trận      | Bàn       |
| ------------------- | ------------------- | ------------------- | -------- | -------- | ------------ | ------------ | ------- | ------- | ---- | ---- | --------- | --------- |
| Internazionale      | 2012–13             | Serie A             | 6        | 0        | 3            | 0            | 4       | 1       | —    | —    | 13        | 1         |
| Livorno (mượn)      | 2013-14             | Serie A             | 20       | 2        | 1            | 0            | —       | —       | —    | —    | 21        | 2         |
| Torino              | 2014–15             | Serie A             | 25       | 3        | 0            | 0            | 11      | 0       | —    | —    | 36        | 3         |
| Torino              | 2015–16             | Serie A             | 32       | 3        | 1            | 1            | —       | —       | —    | —    | 33        | 4         |
| Torino              | 2016–17             | Serie A             | 28       | 5        | 1            | 0            | —       | —       | —    | —    | 29        | 5         |
| Torino              | Tổng cộng           | Tổng cộng           | 85       | 11       | 2            | 1            | 11      | 0       | —    | —    | 98        | 12        |
| Fiorentina          | 2017–18             | Serie A             | 35       | 5        | 2            | 0            | —       | —       | —    | —    | 37        | 5         |
| Fiorentina          | 2018–19             | Serie A             | 2        | 3        | 0            | 0            | —       | —       | —    | —    | 2         | 3         |
| Fiorentina          | Tổng cộng           | Tổng cộng           | 37       | 8        | 2            | 0            | —       | —       | —    | —    | 39        | 8         |
| Tổng cộng sự nghiệp | Tổng cộng sự nghiệp | Tổng cộng sự nghiệp | 148      | 21       | 8            | 1            | 15      | 1       | —    | —    | 171       | 23        |